# Ted Morgan (Boxer)
Ted Morgan (eigentlich: Edward Morgan; * 5. April 1906 in East Ham, Greater London; † 22. November 1952 in Wellington) war ein neuseeländischer Boxer. Er war Olympiasieger 1928 im Weltergewicht.

## Amateurlaufbahn
Edward „Ted“ Morgan wuchs in Wellington, Neuseeland auf und begann dort als Jugendlicher mit dem Boxen. Mit 19 Jahren wurde er im Jahre 1925 erstmals neuseeländischer Meister der Amateure im Leichtgewicht. Im Jahre 1927 wiederholte er diesen Titelgewinn.
1928 wurde er zu den Olympischen Spielen nach Amsterdam entsandt. Er boxte dort im Weltergewicht. Ted Morgan siegte dabei im Achtelfinale gegen den Schweden Selfried Johansson durch KO in der 2. Runde und gewann im Viertel- und im Halbfinale über Romano Caneva aus Italien und Robert Galataud aus Frankreich jeweils nach Punkten. Im Finale stand er dem Argentinier Raúl Landini gegenüber. Ted Morgan hatte sich in den Vorkämpfen eine schmerzhafte Verletzung an den Knöcheln der linken Hand zugezogen. Er stand den Kampf aber durch und gewann dank eines starken Endspurtes in der 3. Runde nach Punkten. Er war damit Olympiasieger 1928 im Weltergewicht.
Nach seinem Olympiasieg trat Ted Morgan zu den Berufsboxern über. Als Amateur hatte er 28 Kämpfe bestritten, von denen er 26 gewonnen hat.

## Profilaufbahn
Als Berufsboxer kämpfte Ted Morgan fast ausschließlich in Neuseeland. Nur einmal boxte er in den Vereinigten Staaten und zweimal in Australien. Sein Debüt als Profi gab er am 28. September 1929 in Dunedin/Neuseeland mit einem KO-Sieg in der 5. Runde über seinen Landsmann Steve Hughes.
Am 30. Januar 1930 boxte er in Hastings/Neuseeland gegen Artie Hay um die neuseeländische Meisterschaft im Weltergewicht, verlor aber durch Disqualifikation in der 5. Runde. Am 20. August 1931 gelang es ihm dann in Wellington mit einem techn. KO-Sieg in der 2. Runde über Reg Trowern neuseeländischer Meister im Weltergewicht zu werden.
Am 30. Mai 1932 versuchte er in Sydney im Kampf gegen Willy Hancock auch australischer Meister im Weltergewicht zu werden. Der Versuch ging schief, denn er verlor diesen Kampf schon in der 1. Runde durch KO. Am 10. Oktober 1933 gelang es ihm aber in Nelson/Neuseeland durch einen Punktsieg nach 15 Runden über Gus Fitzmaurice seinen neuseeländischen Titel zu verteidigen. Am 9. Oktober 1934 verlor er diesen Titel aber dann doch, als er in Oamaru/Neuseeland gegen Don Stirling durch techn. KO in der 15 Runde verlor.
Insgesamt gesehen war die Profilaufbahn von Ted Morgan nicht sehr erfolgreich. Er bestritt insgesamt 24 Kämpfe, von denen er 11 gewann und 11 verlor, 2 Kämpfe endeten unentschieden.